# 10x Management
10x Management LLC là một công ty quản lý tài năng có trụ sở tại thành phố New York, Hoa Kỳ. Công ty cũng có thêm một văn phòng tại San Francisco. Michael Solomon và Rishon Blumberg, những người sáng lập công ty, trước đây là quản lý của các nhạc sĩ. Công ty đại diện cho các lập trình viên trong các cuộc đàm phán của họ với các công ty và lấy một tỷ lệ phần trăm phí mà các lập trình viên của họ kiếm được.

## Lịch sử
10x Management được thành lập năm 2001 khi Altay Guvench, một nhạc sĩ và lập trình viên, được Michael Solomon và Rishon Blumberg tiếp cận để giúp đàm phán một thỏa thuận với tư cách là một lập trình viên tự do.